# NGC 7039
NGC 7039 (другое обозначение — OCL 203) — рассеянное скопление в созвездии Лебедь.
Этот объект входит в число перечисленных в оригинальной редакции «Нового общего каталога».